# Zhang Heng
Zhang Heng (Nan-Jang (Nanyang), Kina 78. – 139.) je bio kineski astronom, matematičar, književnik, slikar i geograf.
Zhang je sastavio prvi seizmograf u povijesti, kojemu je dao ime "Di Dong Ji" što znači "Uređaj za opažanje micanja Zemlje". On se nije priklanjao mišljenju da je potres kazna Božja, već je smatrao da će svom vladaru možda otkriti način kako predvidjeti potres i pripremiti se za njega ako se odluči za znanstveni pristup prikupljanja podataka.
132. godine izradio je brončani seizmograf promjera 2 metra koji je 138. godine detektirao potres na udaljenosti od 500 kilometara.
U oblasti matematike, Zhang je uspio odrediti da pi (π) ima vrijednost 365/116 (oko 3,1466), što je bio značajan napredak u odnosu na do tada prihvaćenu vrijednost u Kini, koja je iznosila 3.
Silnom moći koncentracije koju je imao, Zhang se s uspjehom poslužio u astronomiji kada je opazio da Mjesečeva svjetlost dolazi od Sunca, a da Mjesečevu pomrčinu uzrokuje Zemljina sjena prelaskom preko Mjeseca.
Napisao je niz knjiga o astronomiji, od kojih su najpoznatije "Lin Hsien" i "Hun-i chu". U potonjoj je iznio vjerovanje da je Zemlja kugla i da se nalazi u središtu Svemira.
123. godine uskladio je kineski kalendar s godišnjim dobima. Zhang se smatra i jednim od četvorice najvećih slikara svoga doba.
Fu Xuan u svome eseju slavi njegov geniji.

## Vanjske poveznice

### Mrežna mjesta
- Kratka biografija  Arhivirana inačica izvorne stranice od 15. svibnja 2006. (Wayback Machine)
- Kineska kultura  Arhivirana inačica izvorne stranice od 3. veljače 2007. (Wayback Machine)

### Ostali projekti
|  | Zajednički poslužitelj ima stranicu o temi Zhang Heng |